# Brusino Arsizio
Brusino Arsizio är en ort och kommun  i distriktet Lugano i kantonen Ticino, Schweiz. Kommunen har 474 invånare (2023).
Brusino Arsizio ligger vid Luganosjön och har gräns mot Italien.